# Tasca d’Almerita
Tasca d’Almerita ist ein 460 ha großes sizilianisches Weinbaugebiet im Familienbesitz mit Sitz in Sclafani Bagni, das 1830 von Lucio Tasca gegründet wurde. Mehrere eigenständige Weingüter werden heute als Marken geführt. Der große Johnson nennt diesen Betrieb als einzigen auf Sizilien mit „Beständig hoher Qualität“. Gambero Rosso schreibt über das Weingut: „In wenigen Jahren präsentierte Graf Giuseppe Tasca d’Almerita mit viel Energie und feinem Gespür der Welt einen Betrieb, der endlich mit einer sizilianischen Weinmarke von hohem Wiedererkennungswert aufwarten konnte“. Und weiter, dass seine Weine sich „…mit anderen prominenten Namen der italienischen und internationalen Weinszene messen können“.

## Besitzungen
Tasca d’Almerita verfügt heute über fünf Produktionsstätten:
- Verwaltungssitz ist Regaleali, das mit knapp über fünf Hektar auf den Hügeln an der Grenze des Freien Gemeindekonsortiums Caltanissetta und der Metropolitanstadt Palermo liegt. Die hier angebauten Weine werden unter den beiden Marken Tasca und Tenuta Regaleali gehandelt.
- Auf der Museumsinsel Mozia, die phönizische Insel im Freien Gemeindekonsortium Trapani, auf der die Giuseppe Whitaker-Stiftung Altertumsforschung betreibt, wird ausschließlich Grillo angebaut. Diese Weine fließen unter dem Handelsnamen Taska.
- Das Weingut Tascate liegt am Hang des Ätna im gleichnamigen Weinbaugebiet. Hier wachsen hauptsächlich die Reben Nerello Mascalese und zu 10 Prozent Nerello Cappuccio.
- Die Insel Salina der Äolischen Inselgruppe ist geeignet für die Produktion von Malvasia. Erst 2002 wurden diese sechs Hektar, die ausschließlich der Süßwein-Produktion vorbehalten sind, erworben. Die Handelsbezeichnung dieser Weine ist Capofaro. Zu den Besitzungen gehören die Fünf-Sterne-Gasthäuser Capofaro Malvasia & Resort.
- Das Weingut Sallier de La Tour nahe Camporeale war einst Sommersitz der Familie aus Palermo und gilt heute als Vorzeigebetrieb mit überwiegendem Anbau von Syrah.

## Geschichte
Die Brüder Lucio und Carmelo Mastrogiovanni Tasca kauften mit dem ehemaligen Lehensgut Regaleali in der Nähe von Sclafani mehr als 1.200 Hektar landwirtschaftliche Fläche. Vor allem Lucio († 1892) wird neben seinem Unternehmergeist als Viehzüchter auch als Schriftsteller literarische Qualität nachgesagt. Sein Sohn, Giuseppe Tasca Lanza (1870–1929), interessiert sich nicht für diese Tätigkeiten und ging in die Politik. Er wurde Parlamentsmitglied, Senator des Königreiches beider Sizilien und zweimaliger Bürgermeister von Palermo. Dessen Sohn, Lucio Tasca Bordonaro (1880–1957) heiratete in die Familie Lancia ein und wurde mit einem Grafentitel beehrt. Er begann 1922 mit großer Leidenschaft die Wiederbelebung des Wirtschaftsunternehmens seines gleichnamigen Großvaters. Wahrscheinlich beginnt erst er, professionell als Winzer zu arbeiten. Unter seiner Führung gewann der Betrieb für ganz Sizilien Modellcharakter als Musterbetrieb landwirtschaftlichen Wirtschaftens.

## Rebflächen
Die hügelige Landschaft liegt auf einer Höhe zwischen 450 und 750 Metern, die dem Gebirgszug der Madonien vorgelagert sind. Von den ursprünglich 1200 ha Land wurde in den 1960er Jahren im Zuge der Landreform über die Hälfte konfisziert. Die darauf kultivierten Rebflächen, die im Sommer einer extremen Temperaturschwankung unterliegen, wurden von 300 ha bis heute kontinuierlich auf 400 ha erhöht. Knapp die Hälfte davon ist mit weißen Reben bestockt und werden fast ausschließlich mit einfachem oder doppeltem Guyot-Schnitt gezogen. Die ältesten Weinberge sind mit 40–45 Jahre alten Reben bestanden. Es wird naturnah mit Ertragsreduzierung gewirtschaftet. Andere Agrarflächen sind den Olivenbäumen vorbehalten.
Die wichtigsten Rebsorten sind Nero d’Avola, Cabernet Sauvignon und Perricone bei den roten Sorten sowie die traditionellen, autochthonen Sorten Inzolia, Catarratto Bianco lucido, Sauvignon Tasca, Grecanico und Grillo sowie Chardonnay bei den Weißweinen. Darüber hinaus wird noch Pinot nero für die Rosé-Schaumweinproduktion erzeugt.

## Kellertechnik
Die Keller im Stammhaus haben ursprünglich als Viehstall gedient und wurden zunächst mit einfachen Mitteln umgebaut. So gibt es noch eine Reihe von Betonbassins mit einer Kapazität von 12.000 hl, in denen der Wein reift. Diese werden mit der Zeit durch Edelstahltanks ersetzt. Deren Fassungsvermögen beträgt zurzeit 15.000 hl. Zusätzlich gibt es noch Eichen- und Kastanienholzfässer aus Slowenien und aus Frankreich, die jeweils 3000–6000 Liter Inhalt besitzen, sowie einige Barrique-Fässer aus französischer Eiche mit insgesamt 600 hl. Alle Weine unterliegen der Qualitätsstufe IGT.